# 슈퍼그룹
슈퍼그룹(영어: supergroup)은 다른 그룹이나 솔로 활동으로 이미 알려진 음악가들이 모여 결성한 음악 그룹을 의미하는 용어이다. 이 용어는 알 쿠퍼, 마이크 블룸필드, 스티븐 스틸스가 같이 제작한 1968년 음반 《Super Session》에서 온 것이다.

## 예시
- 굿, 더 배드 & 더 퀸
- 다운
- 더티 맥
- 데릭 앤 더 도미노스
- 매드 시즌
- 배드 잉글리시
- 배드 컴퍼니
- 벡, 보거트 & 어피스
- 벨벳 리볼버
- 블라인드 페이스
- 블러드 배스
- 싹쓰리
- 아시아
- 앤젤스 & 에어웨이브스
- 어 퍼펙트 서클
- 에머슨, 레이크 & 파머
- 오디오슬레이브
- 오퍼레이션 알로하
- 진저 베이커스 에어포스
- 치킨 풋
- 크로스비, 스틸스, 내시 & 영
- 크림
- 템플 오브 더 도그
- 트래블링 윌버리스
- JJAMZ
- UK
- LSD

## 같이 보기
- 올스타
- 앙상블 캐스트